# アシュリー・バーティ
アシュリー・バーティ（Ashleigh Barty、1996年4月24日 - ）は、オーストラリア・イプスウィッチ出身の元女子プロテニス選手、元クリケット選手。身長166cm、体重62kg。これまでにWTAツアーでシングルス15勝、ダブルス11勝を挙げている。WTAランキング自己最高位はシングルス1位、ダブルス5位。
グランドスラムにおいて、シングルスで2019年全仏オープン、2021年ウィンブルドン、2022年全豪オープンを制覇、ダブルスでは2018年全米オープンで優勝している。また、同胞のケーシー・デラクアとペアを組み、4大大会全てのダブルスで1度ずつ準優勝した。

## 生い立ち
政府機関で働く父親のロバートと、レントゲン技師の母親の元に生まれた。父親にはアボリジニの血が流れている。2人の姉がいる。
幼少期はテニスのほかにネットボールもプレーしていたが、「女の子のスポーツ」であることと、姉たちに勝てなかったことなどからテニスに絞った。4歳の時から、西ブリスベン・テニスセンターでジム・ジョイスに指導してもらうようになった。ジョイスは通常小さい子どものコーチになることはなかったが、彼女の距離感覚や集中力の高さを見て、例外的に引き受けた。
小さい頃は自宅の壁で何時間も壁当てをしていたという。9歳までは6歳の男の子と練習していたが、12歳には成人男子と練習するようになっていた。ナショナルアカデミーでは、15歳から元男子プロ選手のジェイソン・ストルテンバーグを主任コーチに迎え、ヨーロッパ遠征に多く出るようになり、17歳の時には1年の内たった27日しか自宅に帰らなかったという。

## 来歴

### ジュニア時代
2009年に13歳でITFジュニアサーキットに参戦。15歳の時、2011年ウィンブルドン選手権ジュニア女子シングルスで優勝した。世界ジュニアランキングの最高位は単複ともに2位。

### 2010-2014年：プロデビュー、ダブルスでグランドスラム準優勝3回
2010年にITF25kの大会でプロデビュー。2012年から本格的にツアー大会への出場を始めたが、シングルスでは好成績を残せなかった。ダブルスではケーシー・デラクアと組み、2013年全豪オープン、2013年ウィンブルドン選手権、2013年全米オープンの3大会で決勝に進出していずれも準優勝者となった。

### 2015年：休息
しかし燃え尽き症候群となり、2014年全米オープン後に「テニスから離れる」「若い頃から試合のために旅をし続け、あまりにも忙しかった。ふつうのティーンエイジャーの生活を送り、ふつうの経験をしたい」とツアー離脱を表明。実際2015年にはテニスを離れ、クリケット選手としてプレイした。クリケットを本格的にプレーしたことはなかったが、団体競技であることや代表チームと対面したことで興味を持ち、クラブチームのコーチに習いに行った。バーティは最初から能力の高さを見せていたいう。
ブリスベンのトゥエンティ20リーグに所属するローカルチームでプレーした。ここで活躍を見せて13試合に出場、グランドファイナルではチーム最多得点を記録している。このパフォーマンスにより、ビッグ・バッシュ・リーグに所属するブリスベン・ヒートと契約。12月のデビュー戦でチーム2番目の得点を決め、その後もレギュラーで出場した。翌年1月にリーグ終了。

### 2016年：テニス復帰
クリケットのシーズンが終了した後2月に、2016年から再びテニスに復帰することを発表。当初はITF25kの大会のダブルスにのみ出場し、初めの2か月で5大会に出て、復帰戦を含む3大会で優勝した。5月下旬にITF50kの大会でシングルスにも復帰。6月のノッティンガム・オープンでWTAツアー復帰を果たした。

### 2017年：シングルスで飛躍
2017年全豪オープンでは主催者推薦出場から自己初のシングルス3回戦に進出した。2月のクアラルンプール大会では予選から勝ち上がりツアー初の決勝進出。決勝では日比野菜緒を6–3, 6–2で破りシングルス初優勝を果たした。ケーシー・デラクアと組んだダブルスも優勝。大会後のランキングで92位となり初めてトップ100入りを果たした。6月のバーミンガム・クラシックでも決勝進出したが、ここは準優勝だった。ウエスタン・アンド・サザン・オープンでヴィーナス・ウィリアムズを破り、初の対トップ10勝利を挙げた。全米オープンは3回戦まで進出。武漢オープンでは当時世界ランク4位のカロリナ・プリスコバをはじめとするトップ10を3人倒して決勝に進出した。決勝は敗れたが、これによりWTAエリート・トロフィー出場資格を得た。WTAエリート・トロフィーではラウンドロビンを突破してベスト4に入った。年始に271位だった世界ランキングは、最終的に17位まで急上昇した。
また、ケーシー・デラクアと組んで出場した全仏オープン女子ダブルスで準優勝したことで、同選手とのペアで4大大会全ての女子ダブルスで1度ずつ準優勝を達成した。なお、デラクアが2018年4月に引退したため、以後は固定せずに様々な選手とペアを組んでいる。

### 2018年：全米オープンダブルス優勝
年始のシドニー国際で決勝進出して幸先の良いスタートをきった。全豪オープンは3回戦で大坂なおみに敗れた。マイアミ・オープンのダブルスで、ココ・バンダウェイと組んで優勝。BNLイタリア国際ではデミ・スゥースと組んで制覇している。得意のグラスコートシーズン、ノッティンガム・オープンでは決勝で当時世界1位のジョアンナ・コンタを6-3, 3-6, 6-4で下し、ツアー2勝目をあげた。8月のロジャーズ・カップでは、シングルスでベスト4入り、ダブルスでは優勝した。全米オープン、シングルスでは4回戦で敗れたが、バンダウェイと組んだダブルスでは第1~3シードを破る快進撃で、グランドスラム初優勝を果たした。最終戦のWTAエリート・トロフィーは全勝優勝で、有終の美を飾った。

### 2019年：全仏オープン初優勝、WTAファイナルズ初優勝、世界ランキング1位
年始のシドニー国際で2年連続準優勝。続く全豪オープンはベスト8入り。マイアミ・オープンでは決勝でカロリナ・プリスコバに勝利してマンダトリー初優勝して、大会後の世界ランキングでトップ10入りした。BNLイタリア国際のダブルスにビクトリア・アザレンカと組んで出場し、ダブルス10勝目を挙げている。全仏オープンは前哨戦を右腕の故障で欠場して迎えたが、準決勝で17歳のアマンダ・アニシモバを破り初の決勝進出を決めると、決勝では19歳のマルケタ・ボンドロウソバを6-1, 6-3で下して四大大会シングルス初優勝を果たした。次のバーミンガム大会でも優勝し、6月24日付のランキングで自身初のシングルス1位を記録した。
ウィンブルドン選手権は4回戦進出。8月のウエスタン・アンド・サザン・オープンでベスト4。全米オープンはダブルスで2年連続決勝進出するも、決勝では敗れた。チャイナ・オープンで決勝に進んだが、大坂なおみに敗れて準優勝だった。初出場となったWTAファイナルズは、2勝1敗でラウンドロビンを突破。準決勝で世界2位のプリスコバを破ると、決勝ではエリナ・スビトリナに6-4, 6-3で勝利して初優勝を飾った。年間最終順位を1位で終えた。

### 2020年：コロナ禍での離脱
全豪オープンは準々決勝で前年準優勝のペトラ・クビトバを破り、オーストラリア人選手として36年ぶりに同大会ベスト4入り。準決勝ではソフィア・ケニンに敗れた。3月より新型コロナウイルス感染症の流行のためツアーが中断に。8月に再開後も、感染症への懸念から復帰することはなかった。

### 2021年：ウィンブルドン初優勝、五輪銅メダル、2つのWTA1000タイトル、No.1在位100週間
約1年ぶりの実戦となったヤラバレー・クラシックでガルビネ・ムグルサを下して優勝し、ツアーに復帰した。全豪オープンはベスト8。3月のマイアミ・オープンでも強さを示し、連覇を達成した。クレーシーズンには、ポルシェ・テニス・グランプリで単複優勝を飾る。続くムチュア・マドリード・オープンは準優勝。BNLイタリア国際では、準々決勝を右腕の痛みから途中棄権した。大事を取ってのことだったが、全仏オープンも左脚の故障で2回戦を途中棄権する結果になった。
ウィンブルドン選手権に直行したバーティは、世界女王らしい安定した試合運びを続け、前回大会で敗れた4回戦で、同年の全仏オープンを制したバルボラ・クレイチコバを破る。そこから準々決勝では同胞アイラ・トムリャノビッチを、準決勝では2018年のチャンピオンであるアンゲリク・ケルバーを下して決勝へ進むと、カロリナ・プリスコバとの決勝戦を6-3,6-7(4-7),6-3で制し、グランドスラム2勝目、ウィンブルドン初制覇となった。
東京オリンピックでは、シングルスに第1シードで参戦するも、1回戦で世界48位のサラ・ソリベス・トルモにストレート負けを喫し、まさかの初戦敗退となった。女子ダブルスはベスト8。それでも混合ダブルスで4強入りし、準決勝ではパブリュチェンコワ/ルブレフ組に敗れたが、3位決定戦は相手のジョコビッチが棄権したため、銅メダルを獲得した。
次のウエスタン・アンド・サザン・オープンでは、全仏王者のバルボラ・クレイチコバも含めた全員にストレート勝ちを収める強さで優勝した。
その後、優勝候補の一角として臨んだ全米オープンの第3ラウンドでシェルビー・ロジャースに敗れた後、彼女はシーズンを終えてオーストラリアに戻ることを決心し、BNPパリバ・オープンとビリー・ジーン・キング・カップ、そしてWTAファイナルズをスキップすることを選択した。それにもかかわらず、バーティはクリス・エバート、マルチナ・ナブラチロワ、シュテフィ・グラフ、セリーナ・ウィリアムズの偉業に並ぶ、3年連続で年末の世界1位を獲得し、WTA年間最優秀プレーヤー賞を受賞した。

### 2022年：地元での全豪オープン優勝・電撃引退
バーティは全米オープンから4か月の休憩をとった後、アデレード国際でツアーに復帰した。初戦のコリ・ガウフ戦でいきなりセットを落としたものの逆転勝ちし、その後ディフェンディングチャンピオンのイガ・シフィオンテク、ソフィア・ケニン、エレーナ・リバキナの3選手をストレートで破ってタイトルを獲得した。ダブルスでもストーム・サンダースと出場して優勝し、自身3度目となる単複2冠となった。
そして、3年連続の第1シードとして臨んだ全豪オープンでは、盤石の強さを発揮して初戦からすべてストレート勝ちで決勝へ進む。決勝のダニエル・コリンズ戦では、1セットを先取した後の第2セットで2つのブレークを許して1-5までリードされたものの（この大会で唯一、1セット5ゲーム以上を取られた）、その後2つのブレークを取り返してタイブレークに持ち込み、1978年のクリス・オニール以来、44年ぶりに全豪オープンで優勝したオーストラリア人女性となった。また、この優勝によって、3つの異なるサーフェスでグランドスラムタイトルを獲得した史上8番目の女性プレーヤーとなった。（この時点で他の現役選手はセリーナ・ウィリアムズのみ）

#### 引退発表
3月23日、自身のSNSアカウントで突如として現役引退を表明した。投稿された動画は親友であるケーシー・デラクアとの対談形式で、「きょうは難しい日で、感情があふれているが、テニスからの引退を表明する」「（引退を）実際に声に出して言うのは初めてで、とても言いにくいわ。でも、とても幸せだし、準備はできている。肉体的にも感情的にも、トップレベルで挑戦するために必要なものはもう持っていない」と告白。「テニスが私にくれたすべてにとても感謝している。誇りと満足感を覚えているでも、今こそ、離れて他の夢を追いかけ、ラケットを置くべき時なんだと分かっている」と語った。
世界1位での引退は極めて異例であり、ジュスティーヌ・エナンに次ぐ2人目のことである。
引退表明後には、WTAやスコット・モリソン豪首相、あるいは現役選手のシモナ・ハレプやペトラ・クビトバなど多方から賛辞が送られた。

## プレースタイル
正確なフラットドライブのフォアハンドストロークやバックハンドのスライスなど様々な球種を混ぜながら相手を翻弄し、ネットプレーにつなげるのが非常に上手いオールラウンダー。低身長ながら多様なショットで活躍する様から、マルチナ・ヒンギスと比較されることもある。身長のわりにサーブも上手く、2019年にはサービスエース数で3位に入った。
テニスの試合をチェスに例える戦術家で、「コートで問題を解く。それが楽しい」と述べている。
ネットプレーが好みで、グランドスラムのダブルスで全米オープンを制覇し、他3大会も準優勝している。

## WTAツアー決勝進出結果

### シングルス: 21回（15勝6敗）
| 大会グレード                  |
| ----------------------------- |
| グランドスラム (3–0)          |
| WTAファイナルズ (1–0)         |
| WTA1000トーナメント (3–3)     |
| WTAエリート・トロフィー (1–0) |
| WTA500トーナメント (5–3)      |
| WTA250トーナメント (2–0)      |

| 結果   | No. | 決勝日        | 大会               | サーフェス    | 対戦相手                 | スコア                  |
| ------ | --- | ------------- | ------------------ | ------------- | ------------------------ | ----------------------- |
| 優勝   | 1.  | 2017年3月5日  | クアラルンプール   | ハード        | 日比野菜緒               | 6-3, 6-2                |
| 準優勝 | 1.  | 2017年6月25日 | バーミンガム       | 芝            | ペトラ・クビトバ         | 6-4, 3-6, 2-6           |
| 準優勝 | 2.  | 2017年9月30日 | 武漢               | ハード        | キャロリン・ガルシア     | 7-6(7-3), 6-7(4-7), 2-6 |
| 準優勝 | 3.  | 2018年1月13日 | シドニー           | ハード        | アンゲリク・ケルバー     | 4-6, 4-6                |
| 優勝   | 2.  | 2018年6月17日 | ノッティンガム     | 芝            | ジョアンナ・コンタ       | 6-3, 3-6, 6-4           |
| 優勝   | 3.  | 2018年11月4日 | 珠海               | ハード (室内) | 王薔                     | 6-3, 6-4                |
| 準優勝 | 4.  | 2019年1月12日 | シドニー           | ハード        | ペトラ・クビトバ         | 6-1, 5-7, 6-7(3-7)      |
| 優勝   | 4.  | 2019年3月30日 | マイアミ           | ハード        | カロリナ・プリスコバ     | 7-6(7-1), 6-3           |
| 優勝   | 5.  | 2019年6月8日  | 全仏オープン       | クレー        | マルケタ・ボンドロウソバ | 6-1, 6-3                |
| 優勝   | 6.  | 2019年6月23日 | バーミンガム       | 芝            | ユリア・ゲルゲス         | 6-3, 7-5                |
| 準優勝 | 5.  | 2019年10月6日 | 北京               | ハード        | 大坂なおみ               | 6-3, 3-6, 2-6           |
| 優勝   | 7.  | 2019年11月3日 | 広州               | ハード (室内) | エリナ・スビトリナ       | 6-4, 6-3                |
| 優勝   | 8.  | 2020年1月18日 | アデレード         | ハード        | ダヤナ・ヤストレムスカ   | 6-2, 7-5                |
| 優勝   | 9.  | 2021年2月6日  | メルボルン         | ハード        | ガルビネ・ムグルサ       | 7-6(7-3), 6-4           |
| 優勝   | 10. | 2021年4月3日  | マイアミ           | ハード        | ビアンカ・アンドレースク | 6-3, 4-0 途中棄権       |
| 優勝   | 11. | 2021年4月25日 | シュトゥットガルト | クレー (室内) | アリーナ・サバレンカ     | 3-6, 6-0, 6-3           |
| 準優勝 | 6.  | 2021年5月9日  | マドリード         | クレー        | アリーナ・サバレンカ     | 0-6, 6-3, 4-6           |
| 優勝   | 12. | 2021年7月10日 | ウィンブルドン     | 芝            | カロリナ・プリスコバ     | 6-3, 6-7(4-7), 6-3      |
| 優勝   | 13. | 2021年8月22日 | シンシナティ       | ハード        | ジル・テイヒマン         | 6-3, 6-1                |
| 優勝   | 14. | 2022年1月9日  | アデレード         | ハード        | エレーナ・リバキナ       | 6-3, 6-2                |
| 優勝   | 15. | 2022年1月29日 | 全豪オープン       | ハード        | ダニエル・コリンズ       | 6-3, 7-6(7-2)           |

### ダブルス: 21回（12勝9敗）
| 結果   | No. | 決勝日        | 大会               | サーフェス    | パートナー               | 対戦相手                                                    | スコア                  |
| ------ | --- | ------------- | ------------------ | ------------- | ------------------------ | ----------------------------------------------------------- | ----------------------- |
| 準優勝 | 1.  | 2013年1月25日 | 全豪オープン       | ハード        | ケーシー・デラクア       | サラ・エラニ ロベルタ・ビンチ                               | 2-6, 6-3, 2-6           |
| 優勝   | 1.  | 2013年6月16日 | バーミンガム       | 芝            | ケーシー・デラクア       | カーラ・ブラック マリーナ・エラコビッチ                     | 7-5, 6-4                |
| 準優勝 | 2.  | 2013年7月6日  | ウィンブルドン     | 芝            | ケーシー・デラクア       | 謝淑薇 彭帥                                                 | 6-7(1-7), 1-6           |
| 準優勝 | 3.  | 2013年9月9日  | 全米オープン       | ハード        | ケーシー・デラクア       | アンドレア・フラバーチコバ ルーシー・ハラデツカ             | 7-6(7-4), 1-6, 4-6      |
| 優勝   | 2.  | 2014年5月24日 | ストラスブール     | クレー        | ケーシー・デラクア       | タチアナ・ブア ダニエラ・セグエル                           | 4-6, 7-5, [10-4]        |
| 準優勝 | 4.  | 2014年6月15日 | バーミンガム       | 芝            | ケーシー・デラクア       | ラケル・コップス＝ジョーンズ アビゲイル・スピアーズ         | 6-7(1-7), 1-6           |
| 優勝   | 3.  | 2017年3月5日  | クアラルンプール   | ハード        | ケーシー・デラクア       | ニコール・メリヒャル 二宮真琴                               | 7-6(7-5), 6-3           |
| 優勝   | 4.  | 2017年5月27日 | ストラスブール     | クレー        | ケーシー・デラクア       | 詹皓晴 詹詠然                                               | 6-4, 6-2                |
| 準優勝 | 5.  | 2017年6月11日 | 全仏オープン       | クレー        | ケーシー・デラクア       | ベサニー・マテック＝サンズ ルーシー・サファロバ             | 2-6, 1-6                |
| 優勝   | 5.  | 2017年6月25日 | バーミンガム       | 芝            | ケーシー・デラクア       | 詹皓晴 張帥                                                 | 6-1, 2-6, [10-8]        |
| 準優勝 | 6.  | 2017年7月1日  | イーストボーン     | 芝            | ケーシー・デラクア       | 詹詠然 マルチナ・ヒンギス                                   | 3-6, 5-7                |
| 準優勝 | 7.  | 2017年8月26日 | ニューヘイブン     | ハード        | ケーシー・デラクア       | ガブリエラ・ダブロウスキー 徐一幡                           | 6-3, 3-6, [8-10]        |
| 優勝   | 6.  | 2018年4月1日  | マイアミ           | ハード        | ココ・バンダウェイ       | バルボラ・クレイチコバ カテリナ・シニャコバ                 | 6-2, 6-1                |
| 優勝   | 7.  | 2018年5月20日 | ローマ             | クレー        | デミ・シュールス         | アンドレア・セスティニ・フラバーチコバ バルボラ・ストリコバ | 6-3, 6-4                |
| 優勝   | 8.  | 2018年8月12日 | モントリオール     | ハード        | デミ・シュールス         | ラティシア・チャン エカテリーナ・マカロワ                   | 4-6, 6-3, [10-8]        |
| 優勝   | 9.  | 2018年9月9日  | 全米オープン       | ハード        | ココ・バンダウェイ       | ティメア・バボシュ クリスティナ・ムラデノビッチ             | 3-6, 7-6(7-2), 7-6(8-6) |
| 優勝   | 10. | 2019年5月19日 | ローマ             | クレー        | ビクトリア・アザレンカ   | アンナ＝レナ・グローネフェルト デミ・シュールス             | 4-6, 6-0, [10-3]        |
| 準優勝 | 8.  | 2019年9月7日  | 全米オープン       | ハード        | ビクトリア・アザレンカ   | アリーナ・サバレンカ エリーズ・メルテンス                   | 5-7, 5-7                |
| 準優勝 | 9.  | 2020年1月12日 | ブリスベン         | ハード        | キキ・ベルテンス         | 謝淑薇 バルボラ・ストリコバ                                 | 6-3, 6-7(7-9), [8-10]   |
| 優勝   | 11. | 2021年4月26日 | シュトゥットガルト | クレー (室内) | ジェニファー・ブレイディ | デシラエ・クラウチェク ベサニー・マテック＝サンズ           | 6-4, 5-7, [10-5]        |
| 優勝   | 12. | 2022年1月9日  | アデレード         | ハード        | ストーム・サンダース     | ダリア・ユラク アンドレア・クレパック                       | 6-1, 6-4                |

## 4大大会シングルス成績
略語の説明
| W | F | SF | QF | #R | RR | Q# | LQ | A | Z# | PO | G | S | B | NMS | P | NH |

W=優勝, F=準優勝, SF=ベスト4, QF=ベスト8, #R=#回戦敗退, RR=ラウンドロビン敗退, Q#=予選#回戦敗退, LQ=予選敗退, A=大会不参加, Z#=デビスカップ/BJKカップ地域ゾーン, PO=デビスカップ/BJKカッププレーオフ, G=オリンピック金メダル, S=オリンピック銀メダル, B=オリンピック銅メダル, NMS=マスターズシリーズから降格, P=開催延期, NH=開催なし.
| 大会           | 2011 | 2012 | 2013 | 2014 | 2015 | 2016 | 2017 | 2018 | 2019 | 2020 | 2021 | 2022 | 通算成績 |
| -------------- | ---- | ---- | ---- | ---- | ---- | ---- | ---- | ---- | ---- | ---- | ---- | ---- | -------- |
| 全豪オープン   | A    | 1R   | 1R   | 1R   | A    | A    | 3R   | 3R   | QF   | SF   | QF   | W    | 24–8     |
| 全仏オープン   | A    | 1R   | 2R   | 1R   | A    | A    | 1R   | 2R   | W    | A    | 2R   | A    | 10-6     |
| ウィンブルドン | A    | 1R   | LQ   | LQ   | A    | LQ   | 1R   | 3R   | 4R   | NH   | W    | A    | 12–4     |
| 全米オープン   | LQ   | A    | 2R   | 1R   | A    | A    | 3R   | 4R   | 4R   | A    | 3R   | A    | 11–6     |